# Katolikon
Katolikon (grško: καθολικόν) ali sobor (cirilica съборъ) se nanaša na eno od treh stvari v vzhodni pravoslavni cerkvi:
- Stolnica škofije.
- Glavna cerkvena stavba (tempelj) samostana, ki ustreza samostanski cerkvi zahodnega krščanstva.
- Velika cerkev v mestu, v kateri se zberejo vsi verni v mestu, da bi praznovali določene pomembne praznike, namesto da bi šli v svojo lokalno župnijsko cerkev.[1]

Ime izhaja iz dejstva, da je to (po navadi) največja cerkev, kjer se vsi zberejo, da bi praznovali glavne praznične dni liturgičnega leta. V Rusiji je običajno, da ima katolikon manjšo cerkev v kleti, ki jo je mogoče pozimi lažje segreti. 
Katolikon ima lahko tudi posebne arhitekturne značilnosti, na primer katedro (škofovski prestol) ali oba ezonarteks (notranji narteks) in eksonarteks (zunanji narteks), ki se uporablja za posebne storitve, kot sta velikonočna vigilija in litija.
Beseda katolikon se v angleščino in druge jezike pogosto prevaja kot stolnica in ne kot sestav, kar lahko povzroči zmedo. V stolnici sv. Izaka v Sankt Peterburgu v Rusiji je na primer tabla v ruščini in angleščini, ki opisuje stavbo kot  "кафедральный собор" (kafedralni sobor), ki je v angleščini napisan kot katedrala katedrale. Vendar ima vzhodno-pravoslavna škofija več katolikonov, od katerih je le škofovska stolnica, druge pomembne cerkve pa katolikoni. Rektor takšnih cerkva je po navadi nadškof.